# Liste des livres de Chair de poule

Cet article répertorie les différents livres à succès de la série horrifique destinée à la jeunesse Chair de poule (Goosebumps) écrits par R. L. Stine entre juillet 1992 et décembre 1997 pour la série originale (soixante-deux livres) et entre janvier 1998 et janvier 2000 pour la deuxième série (Goosebumps Series 2000 : vingt-cinq livres). De 1994 à aujourd'hui, sont parus divers spin-off de la série.
En France, Bayard Poche a édité les romans sous le titre générique de Chair de poule entre le 23 mars 1995 et 13 novembre 2001. Contrairement à la façon dont s'est faite leur publication aux États-Unis, il n'y a pas eu en France de distinction et de séparation entre la série originale (Original Gossebumps Series) et la suivante (Goosebumps Series 2000). Au Québec, les Éditions Héritage et Scholastic ont publié des romans de la série, pas forcément dans la même traduction que les éditions Bayard, ni sous les mêmes titres.
Dans les années 1990, certaines des intrigues de la série, découpées en plusieurs épisodes, ont été adaptées en une série télévisée homonyme, Chair de poule. Les soixante-quatorze épisodes des quatre saisons transposent plus ou moins fidèlement l'univers des livres, principalement ceux de la série originale. Cette série télévisée, qui connut à l'instar de la collection de livres un succès planétaire, a notamment été diffusée sur YTV au Canada et sur France 2 en France.

## La série originale
Il s'agit des livres qui ont été publiés pour la première fois entre 1995 et 2001 en France. 

### Liste des livres
- Indications importantes pour comprendre le tableau qui suit dans cette section :
  - La liste ci-dessous présente les soixante-quatorze livres principaux de la collection Chair de poule classés par numéro et dates de sortie en France lors de leur toute première publication par Bayard Poche. Ils apparaissent ordonnés dans la première colonne du tableau.
  - L'ordre de sortie originale de ces livres aux États-Unis sous le nom de Goosebumps diffère de l'ordre français, c'est pourquoi le tableau ci-dessous présente dans sa deuxième colonne également le numéro, le titre original et la date de publication originale de ces livres aux États-Unis, c'est-à-dire le plus souvent quelques mois voire quelques années avant leur première sortie en France.
  - La troisième colonne du tableau précise si le roman en question a fait l'objet d'une adaptation pour la sérié télévisée Chair de poule .

- Autres notes diverses et légende :
  - R. L. Stine écrivit d'abord soixante-deux livres entre 1992 et 1997 (Original Goosebumps Series) puis à partir de 1998 jusqu'en 2000 vingt-cinq autres livres dans une autre série (appelée Goosebumps Series 2000).
  - En France, Bayard Poche ne fit aucune séparation et aucune distinction entre ces deux séries et édita les Goosebumps Series 2000 exactement dans la même collection que la série originale, pour ne pas faire perdre leur charme aux Chair de poule et ainsi lasser le jeune public.
  - Pour que ce soit plus clair, le tableau ci-dessous distingue par des couleurs les livres publiés dans la série originale puis la série 2000 aux États-Unis.
    - Fond vert : Numéros des livres publiés dans la série originale de publication (en France, tous les livres (entre 1995 et 2001) et aux États-Unis, une bonne partie (entre 1992 et 1997)).
    - Fond bleu : Numéros des livres publiés aux États-Unis entre 1998 et 2000 sous la collection Goosebumps Series 2000 (intégrés en France dans la série originale de publication et publiés entre grosso modo 1998 et 2001).
    - Fond rose : Numéros des livres publiés aux États-Unis sous la collection Tales to Give You Goosebumps (intégrés en France dans la série originale de publication).

- À noter encore :

En faisant les comptes, on voit que ces deux séries de livres principales aux États-Unis comptent quatre-vingt sept livres (62 de la série originale + 25 de la série Goosebumps 2000) en ne comptant pas les deux autres séries plus marginales dont un livre de chacune apparaît. Donc en France, la série originale devrait compter logiquement également 87 livres. Or, on remarque qu'elle en compte 72 (74 - 2 si on supprime les deux livres non publiés dans la série originale ni dans la série 2000 des Goosebumps outre-Atlantique), tout simplement parce que certains livres ne furent jamais traduits et donc publiés en France. Néanmoins, il peut exister parfois une version francophone de ces livres lorsqu'ils ont été traduits et publiés au Québec. Notons enfin que tous ces 74 livres ont été réédités plusieurs fois en France après leur publication originale qui a lieu entre 1995 et 2001 par Bayard Poche. Ces rééditions comportent bien évidemment les mêmes histoires, seules la couverture et la forme peuvent être légèrement un peu changées ; c'est ainsi que les tomes 5, 10, 11, 23 et 27 de la série comportent des dessins de couvertures et des titres différents selon l'ancienneté de l'édition. À noter qu'entre 1995 et 2017, pas moins de cinq éditions différentes sont parues. Une sixième éédition, cette fois-ci avec de nouvelles illustrations de couvertures et une numérotation changée est publiée à partir de septembre 2023. Certains titres de livres sont également modifiés pour l'occasion, mais le contenu reste sensiblement le même et les traductions originelles sont conservées. 
| Version française | Version française                  | Version française                           | Version originale     | Version originale                        | Version originale                           | Adaptation télévisée ? |
| Numéro en France  | Titre français                     | Date de publication française (1re édition) | Numéro aux États-Unis | Titre original                           | Date de publication originale (1re édition) | = Oui = Non            |
| ----------------- | ---------------------------------- | ------------------------------------------- | --------------------- | ---------------------------------------- | ------------------------------------------- | ---------------------- |
| 1                 | La Malédiction de la momie         | 23 mars 1995                                | 5                     | The Curse of the Mummy's Tomb            | Janvier 1993                                |                        |
| 2                 | La Nuit des pantins                | 23 mars 1995                                | 7                     | Night of the Living Dummy                | Mai 1993                                    |                        |
| 3                 | Dangereuses Photos                 | 23 mars 1995                                | 4                     | Say Cheese and Die!                      | Novembre 1992                               |                        |
| 4                 | Prisonniers du miroir              | 23 mars 1995                                | 6                     | Let's Get Invisible!                     | Mars 1993                                   |                        |
| 5                 | Méfiez-vous des abeilles !         | 23 mars 1995                                | 17                    | Why I'm Afraid of Bees                   | Mars 1994                                   |                        |
| 6                 | La Maison des morts                | 23 mars 1995                                | 1                     | Welcome to Dead House                    | Juillet 1992                                |                        |
| 7                 | Baignade interdite                 | 14 juin 1995                                | 19                    | Deep Trouble                             | Mai 1994                                    |                        |
| 8                 | Le Fantôme de la plage             | 14 juin 1995                                | 22                    | Ghost Beach                              | Août 1994                                   |                        |
| 9                 | Les Épouvantails de minuit         | 6 septembre 1995                            | 20                    | The Scarecrow Walks at Midnight          | Juin 1994                                   |                        |
| 10                | La Colo de la peur                 | Novembre 1995                               | 9                     | Welcome to Camp Nightmare                | Juillet 1993                                |                        |
| 11                | Le Masque hanté                    | 14 novembre 1995                            | 11                    | The Haunted Mask                         | Septembre 1993                              |                        |
| 12                | Le Fantôme de l'auditorium         | 5 décembre 1995                             | 24                    | Phantom of the Auditorium                | Octobre 1994                                |                        |
| 13                | Le Loup-garou des marécages        | 23 janvier 1996                             | 14                    | The Werewolf of Fever Swamp              | Décembre 1993                               |                        |
| 14                | Le Pantin maléfique                | 22 février 1996                             | 31                    | Night of the Living Dummy II             | Mai 1995                                    |                        |
| 15                | L'Attaque du mutant                | 22 mars 1996                                | 25                    | Attack of the Mutant                     | Novembre 1994                               |                        |
| 16                | Le Fantôme d'à côté                | 12 avril 1996                               | 10                    | The Ghost Next Door                      | Août 1993                                   |                        |
| 17                | Sous-sol interdit                  | 14 mai 1996                                 | 2                     | Stay Out of the Basement                 | Juillet 1992                                |                        |
| 18                | La Tour de la terreur              | 13 juin 1996                                | 27                    | A Night in Terror Tower                  | Janvier 1995                                |                        |
| 19                | Leçons de piano et pièges mortels  | 2 juillet 1996                              | 13                    | Piano Lessons Can Be Murder              | Novembre 1993                               |                        |
| 20                | Souhaits dangereux                 | 13 septembre 1996                           | 12                    | Be Careful What You Wish For...          | Octobre 1993                                |                        |
| 21                | Terreur sous l'évier               | 15 octobre 1996                             | 30                    | It Came from Beneath the Sink!           | Avril 1995                                  |                        |
| 22                | La Colère de la momie              | 15 novembre 1996                            | 23                    | Return of the Mummy                      | Septembre 1994                              |                        |
| 23                | Le Retour du masque hanté          | 13 décembre 1996                            | 36                    | The Haunted Mask II                      | Octobre 1995                                |                        |
| 24                | L'Horloge maudite                  | 14 janvier 1997                             | 28                    | The Cuckoo Clock of Doom                 | Février 1995                                |                        |
| 25                | Le Parc de l'horreur               | 13 février 1997                             | 16                    | One Day at HorrorLand                    | Février 1994                                |                        |
| 26                | La Fille qui criait au monstre     | 13 mars 1997                                | 8                     | The Girl Who Cried Monster               | Mai 1993                                    |                        |
| 27                | Comment ma tête a rétréci          | 31 juillet 1997                             | 39                    | How I Got My Shrunken Head               | Janvier 1996                                |                        |
| 28                | La Rue maudite                     | 14 mai 1997                                 | 35                    | A Shocker on Shock Street                | Septembre 1995                              |                        |
| 29                | Le Fantôme décapité                | 11 juin 1997                                | 37                    | The Headless Ghost                       | Novembre 1995                               |                        |
| 30                | Alerte aux chiens                  | 2 juillet 1997                              | 26                    | My Hairiest Adventure                    | Décembre 1994                               |                        |
| 31                | Photos de malheur                  | 16 septembre 1997                           | 44                    | Say Cheese and Die - Again!              | Juin 1996                                   |                        |
| 32                | Les Fantômes de la colo            | 15 octobre 1997                             | 45                    | Ghost Camp                               | Juillet 1996                                |                        |
| 33                | La Menace de la forêt              | 14 novembre 1997                            | 47                    | Legend of the Lost Legend                | Septembre 1996                              |                        |
| 34                | Comment tuer un monstre            | 2 décembre 1997                             | 46                    | How to Kill a Monster                    | Août 1996                                   |                        |
| 35                | Le Coup du lapin                   | 14 janvier 1998                             | 41                    | Bad Hare Day                             | Mars 1996                                   |                        |
| 36                | Jeux de monstres                   | 12 février 1998                             | 43                    | The Beast from the East                  | Mai 1996                                    |                        |
| 37                | Nuits de cauchemar                 | 13 mars 1998                                | 54                    | Don't Go to Sleep!                       | Avril 1997                                  |                        |
| 38                | Des appels monstrueux              | 14 avril 1998                               | 50                    | Calling All Creeps!                      | Décembre 1996                               |                        |
| 39                | Le Souffle du vampire              | 6 mai 1998                                  | 49                    | Vampire Breath                           | Novembre 1996                               |                        |
| 40                | Les vers contre-attaquent          | 5 juin 1998                                 | 21                    | Go Eat Worms!                            | Juillet 1994                                |                        |
| 41                | Le Mangeur d'hommes                | 3 juillet 1998                              | 55                    | The Blob That Ate Everyone               | Mai 1997                                    |                        |
| 42                | La Colo de tous les dangers        | 15 septembre 1998                           | 33                    | The Horror at Camp Jellyjam              | Juillet 1995                                |                        |
| 43                | Sang de monstre                    | 9 octobre 1998                              | 3                     | Monster Blood                            | Septembre 1992                              |                        |
| 44                | Abominables bonshommes des neiges  | 2 novembre 1998                             | 51                    | Beware, the Snowman                      | Janvier 1997                                |                        |
| 45                | Danger, chat méchant !             | 3 décembre 1998                             | 1                     | Cry of the Cat                           | Janvier 1998                                |                        |
| 46                | La Bête de la cave                 | 4 janvier 1999                              | 61                    | I Live in Your Basement!                 | Novembre 1997                               |                        |
| 47                | L'École hantée                     | 12 février 1999                             | 59                    | The Haunted School                       | Septembre 1997                              |                        |
| 48                | Sang de monstre II                 | 2 mars 1999                                 | 18                    | Monster Blood II                         | Avril 1994                                  |                        |
| 49                | Terrible Internat                  | 1er avril 1999                              | 3                     | Creature Teacher                         | Mars 1998                                   |                        |
| 50                | La Peau du loup-garou              | 3 mai 1999                                  | 60                    | Werewolf Skin                            | Octobre 1997                                |                        |
| 51                | Le Jumeau diabolique               | 4 juin 1999                                 | 6                     | I Am Your Evil Twin                      | Juin 1998                                   |                        |
| 52                | Film d'horreur                     | 24 juin 1999                                | 8                     | Fright Camp                              | Août 1998                                   |                        |
| 53                | L'Attaque des spectres             | 24 août 1999                                | 11                    | Attack of the Graveyard Ghouls           | Novembre 1998                               |                        |
| 54                | La Fête infernale                  | 9 octobre 1999                              | 10                    | Headless Halloween                       | Octobre 1998                                |                        |
| 55                | L'Invasion des extra-terrestres I  | 3 novembre 1999                             | 4                     | Invasion of the Body Squeezers: Part One | Avril 1998                                  |                        |
| 56                | L'Invasion des extra-terrestres II | 16 décembre 1999                            | 5                     | Invasion of the Body Squeezers: Part Two | Avril 1998                                  |                        |
| 57                | Le Manoir de la terreur            | 12 janvier 2000                             | 14                    | Jekyll and Heidi                         | Février 1999                                |                        |
| 58                | Cauchemars en série                | 10 février 2000                             | 15                    | Scream School                            | Mars 1999                                   |                        |
| 59                | Ne réveillez pas la momie !        | 14 mars 2000                                | 16                    | The Mummy Walks                          | Avril 1999                                  |                        |
| 60                | Un loup-garou dans la maison       | 13 avril 2000                               | 17                    | The Werewolf in the Living Room          | Mai 1999                                    |                        |
| 61                | La Bague maléfique                 | 13 mai 2000                                 | 18                    | Horrors of the Black Ring                | Juin 1999                                   |                        |
| 62                | Retour au parc de l'Horreur        | 15 juin 2000                                | 13                    | Return to HorrorLand                     | Janvier 1999                                |                        |
| 63                | Concentré de cerveau               | 4 juillet 2000                              | 12                    | Brain Juice                              | Décembre 1998                               |                        |
| 64                | Sous l’œil de l'écorcheur          | 13 septembre 2000                           | 19                    | Return to Ghost Camp                     | Juillet 1999                                |                        |
| 65                | Halloween, une fête d'enfer        | 4 octobre 2000                              | 1                     | Tales to Give You Goosebumps             | Octobre 1994                                |                        |
| 66                | Mort de peur                       | 15 novembre 2000                            | 20                    | Be Afraid – Be Very Afraid!              | Août 1999                                   |                        |
| 67                | La Voiture hantée                  | 12 décembre 2000                            | 21                    | The Haunted Car                          | Septembre 1999                              |                        |
| 68                | La Fièvre de la pleine-lune        | 13 février 2001                             | 22                    | Full Moon Fever                          | Octobre 1999                                |                        |
| 69                | Kidnappés dans l'espace !          | 13 mars 2001                                | 24                    | Earth Geeks Must Go!                     | Décembre 1999                               |                        |
| 70                | L'Attaque des œufs de Mars         | 10 avril 2001                               | 42                    | Egg Monsters from Mars                   | Avril 1996                                  |                        |
| 71                | Frissons en eau trouble            | 16 mai 2001                                 | 56                    | The Curse of Camp Cold Lake              | Juin 1997                                   |                        |
| 72                | Les Vacances de l'angoisse         | 6 juin 2001                                 | 1                     | More Tales to Give You Goosebumps        | Juillet 1995                                |                        |
| 73                | La Nuit des disparitions           | 4 septembre 2001                            | 48                    | Attack of the Jack-O'-Lanterns           | Octobre 1996                                |                        |
| 74                | Le Fantôme du miroir               | 13 novembre 2001                            | 25                    | Ghost in the Mirror                      | Janvier 2000                                |                        |

### L'adaptation télévisée éventuelle de ces livres
Certains des livres listés dans le tableau ci-dessus furent donc ensuite adaptés en un épisode télévisé de la série télévisée homonyme Chair de poule qui retranscrit plus ou moins fidèlement les événements se déroulant dans ces histoires. Il s'agit donc des livres portant la mention  dans la colonne de droite.
Aux États-Unis, les épisodes basés sur un livre eurent pour l'immense majorité exactement le même titre que le livre, sauf pour les deux derniers épisodes de la série qui portent les titre originaux de Deep Trouble (Part 1 & Part 2) (même titre que le livre publié en France sous le titre Baignade interdite) alors qu'il s'agit en réalité de l'adaptation du livre Deep Trouble II (non publié en France). À noter aussi que le premier épisode de la saison 3 qui s'intitule en français comme le livre La Rue maudite a un titre original très légèrement différent du titre du livre dont il est adapté : Shocker on Shock Street pour l'épisode et A Shocker on Shock Street pour le livre. En France, quelques épisodes eurent un nom différent du livre dont ils ont été adaptés ; il s'agit dans la plupart des cas des épisodes qui ont été doublés et / ou diffusés en français avant que le livre dont ils sont adaptés ne sorte en France. La plus grande majorité des épisodes ont tout de même bénéficié du même titre que le livre adapté, par souci de cohérence.
Le tableau ci-dessous répertorie donc tous les livres du tableau ci-dessus ayant bénéficié d'une adaptation télévisée dans cette série du même nom, il précise le numéro de l'épisode dans cette série (sur un total de 74 épisodes), celui de la saison où il apparaît (sur un total de 4 saisons) et enfin le numéro de l'épisode dans la saison à laquelle il appartient. Est également précisé dans la dernière colonne le titre français de l'épisode s'il est différent de celui du livre dont il est adapté.
Les livres dont leur adaptation compte deux épisodes signifie que l'histoire a été reprise à la télévision dans cette série en deux parties consécutives qui correspondent en réalité en deux épisodes distincts même s'il s'agit d'une suite. Il s'agit d'épisodes doubles dont la première partie porte toujours la mention Partie 1 et la seconde Partie 2 à côté du titre, sauf pour l'épisode Le Sang du monstre (adapté du livre Sang de monstre) ; la première partie ne porte aucune précision et la seconde partie est intitulée Le Sang du monstre : Le Retour (c'est la suite directe de l'épisode mais cette suite n'est adaptée d'aucun livre même si elle se base sur la matière visqueuse verte intrigue principale du roman). 
| Numéro du livre | Titre du livre                                                  | Numéro de l'épisode | Saison de l'épisode | Numéro de l'épisode dans la saison | Titre français de l'épisode (si différent de celui du livre) |
| --------------- | --------------------------------------------------------------- | ------------------- | ------------------- | ---------------------------------- | ------------------------------------------------------------ |
| 3               | Dangereuses Photos (Say Cheese and Die!)                        | Épisode 15          | Saison 1            | Épisode 15                         | Titre identique                                              |
| 4               | Prisonniers du miroir (Let's Get Invisible!)                    | Épisode 32          | Saison 2            | Épisode 13                         | Titre identique                                              |
| 6               | La Maison des morts (Welcome to Dead House)                     | Épisodes 39 et 40   | Saison 2            | Épisode 20 et Épisode 21           | Titre identique (Partie 1 et Partie 2)                       |
| 8               | Le Fantôme de la plage (Ghost Beach)                            | Épisode 28          | Saison 2            | Épisode 9                          | Titre identique                                              |
| 9               | Les Épouvantails de minuit (The Scarecrow Walks at Midnight)    | Épisode 33          | Saison 2            | Épisode 14                         | Titre identique                                              |
| 10              | La Colo de la peur (Welcome to Camp Nightmare)                  | Épisodes 5 et 6     | Saison 1            | Épisode 5 et Épisode 6             | Titre identique (Partie 1 et Partie 2)                       |
| 11              | Le Masque hanté (The Haunted Mask)                              | Épisodes 1 et 2     | Saison 1            | Épisode 1 et Épisode 2             | Le Masque hanté I (Partie 1 et Partie 2)                     |
| 12              | Le Fantôme de l'auditorium (Phantom of the Auditorium)          | Épisode 7           | Saison 1            | Épisode 7                          | Titre identique                                              |
| 13              | Le Loup-garou des marécages (The Werewolf of Fever Swamp)       | Épisodes 18 et 19   | Saison 1            | Épisode 18 et Épisode 19           | Titre identique (Partie 1 et Partie 2)                       |
| 14              | Le Pantin maléfique (Night of the Living Dummy II)              | Épisode 10          | Saison 1            | Épisode 10                         | Titre identique                                              |
| 15              | L'Attaque du mutant (Attack of the Mutant)                      | Épisodes 21 et 22   | Saison 2            | Épisode 2 et Épisode 3             | Titre identique (Partie 1 et Partie 2)                       |
| 16              | Le Fantôme d'à côté (The Ghost Next Door)                       | Épisodes 69 et 70   | Saison 4            | Épisode 3 et Épisode 4             | Titre identique (Partie 1 et Partie 2)                       |
| 17              | Sous-sol interdit (Stay Out of the Basement)                    | Épisodes 12 et 13   | Saison 1            | Épisode 12 et Épisode 13           | Titre identique (Partie 1 et Partie 2)                       |
| 18              | La Tour de la terreur (A Night in Terror Tower)                 | Épisodes 16 et 17   | Saison 1            | Épisode 16 et Épisode 17           | Titre identique (Partie 1 et Partie 2)                       |
| 19              | Leçons de piano et pièges mortels (Piano Lessons Can Be Murder) | Épisode 8           | Saison 1            | Épisode 8                          | Titre identique                                              |
| 20              | Souhaits dangereux (Be Careful What You Wish For...)            | Épisode 20          | Saison 2            | Épisode 1                          | Titre identique                                              |
| 21              | Terreur sous l'évier (It Came From Beneath the Sink!)           | Épisode 14          | Saison 1            | Épisode 14                         | Titre identique                                              |
| 22              | La Colère de la momie (Return of the Mummy)                     | Épisode 9           | Saison 1            | Épisode 9                          | Titre identique                                              |
| 23              | Le Retour du masque hanté (The Haunted Mask II)                 | Épisodes 30 et 31   | Saison 2            | Épisode 11 et Épisode 12           | Le Masque hanté II (Partie 1 et Partie 2)                    |
| 24              | L'Horloge maudite (The Cuckoo Clock of Doom)                    | Épisode 3           | Saison 1            | Épisode 3                          | Titre identique                                              |
| 25              | Le Parc de l'horreur (One Day at HorrorLand)                    | Épisodes 52 et 53   | Saison 3            | Épisode 8 et Épisode 9             | Titre identique (Partie 1 et Partie 2)                       |
| 26              | La Fille qui criait au monstre (The Girl Who Cried Monster)     | Épisode 4           | Saison 1            | Épisode 4                          | Titre identique                                              |
| 27              | Comment ma tête a rétréci (How I Got My Shrunken Head)          | Épisodes 67 et 68   | Saison 4            | Épisode 1 et Épisode 2             | La Tête réduite (Partie 1 et Partie 2)                       |
| 28              | La Rue maudite (A Shocker on Shock Street)                      | Épisode 45          | Saison 3            | Épisode 1                          | Titre identique                                              |
| 29              | Le Fantôme décapité (The Headless Ghost)                        | Épisode 24          | Saison 2            | Épisode 5                          | Titre identique                                              |
| 30              | Alerte aux chiens (My Hairiest Adventure)                       | Épisode 11          | Saison 1            | Épisode 11                         | Titre identique                                              |
| 31              | Photos de malheur (Say Cheese and Die - Again!)                 | Épisode 62          | Saison 3            | Épisode 18                         | Titre identique                                              |
| 34              | Comment tuer un monstre (How to Kill a Monster)                 | Épisode 37          | Saison 2            | Épisode 18                         | Titre identique                                              |
| 35              | Le Coup du lapin (Bad Hare Day)                                 | Épisode 23          | Saison 2            | Épisode 4                          | Titre identique                                              |
| 37              | Nuits de cauchemar (Dont' Go To Sleep!)                         | Épisode 48          | Saison 3            | Épisode 4                          | Nuit de cauchemars                                           |
| 38              | Des appels monstrueux (Calling All Creeps!)                     | Épisode 38          | Saison 2            | Épisode 19                         | Titre identique                                              |
| 39              | Le Souffle du vampire (Vampire Breath)                          | Épisode 36          | Saison 2            | Épisode 17                         | Titre identique                                              |
| 40              | Les vers contre-attaquent (Go Eat Worms!)                       | Épisode 25          | Saison 2            | Épisode 6                          | Une indigestion de vers de terre                             |
| 41              | Le Mangeur d'hommes (The Blob That Ate Everyone)                | Épisode 42          | Saison 2            | Épisode 23                         | La Machine à écrire                                          |
| 43              | Sang de monstre (Monster Blood)                                 | Épisode 34          | Saison 2            | Épisode 15                         | Le Sang du monstre                                           |
| 45              | Danger, chat méchant ! (Cry of the Cat)                         | Épisodes 71 et 72   | Saison 4            | Épisode 5 et Épisode 6             | Le Miaulement du chat (Partie 1 et Partie 2)                 |
| 50              | La Peau du loup-garou (Werewolf Skin)                           | Épisodes 57 et 58   | Saison 3            | Épisode 13 et Épisode 14           | La Peau du loup (Partie 1 et Partie 2)                       |
| 73              | La Nuit des disparitions (Attack of the Jack-O'-Lanterns)       | Épisode 29          | Saison 2            | Épisode 10                         | La Colère des citrouilles                                    |

### Les livres non traduits en France
Sur un total de 87 livres écrits par R. L. Stine en tout (62 pour la série originale et 25 pour la série 2000), certains livres ne furent jamais traduits et donc publiés en France. Certains de ces livres ont d'ailleurs eu une adaptation télévisée dans la série du même nom donc un titre français a été donné à l'épisode le cas échéant.
Le tableau ci-dessous liste tous les livres de la collection Chair de poule qui n'ont pas été publiés par les éditions Bayard en France. Il précise le numéro du livre, son titre et sa date de publication d'origine. La seconde partie du tableau est consacrée à l'adaptation éventuelle de ces livres non traduits dans la série télévisée.
Si ces livres n'ont pas été publiés en France, il peut exister tout de même parfois une version francophone de certains de ces livres, puisque certains ont été traduits et édités au Québec par Les Éditions Héritage. La troisième partie du tableau précise lesquels ont été traduits au Québec et sous quel titre.
Il existe également trois histoires publiées aux États-Unis mais non incluses dans la collection principale: il s'agit des histoires Bad Dog, Don't Make Me Laugh, et The Halloween Game incluses dans la collection spéciale promotionnelle Goosebumps Haunted Library. Ces trois histoires n'ont pas été publiées en France. 

Légende :
- Fond vert : Numéros des livres publiés dans la série originale de publication (en France, tous les livres (entre 1995 et 2001) et aux États-Unis, une bonne partie (entre 1992 et 1997)).
- Fond bleu : Numéros des livres publiés aux États-Unis entre 1998 et 2000 sous la collection Goosebumps Series 2000 (intégrés en France dans la série originale de publication et publiés entre grosso modo 1998 et 2001).

| Numéro aux États-Unis | Titre original                     | Date de publication originale (1re édition) | Adaptation télévisée | Adaptation télévisée                                                                    | Adaptation télévisée                                    | Autre traduction francophone du livre (au Québec) | Autre traduction francophone du livre (au Québec) |
| Numéro aux États-Unis | Titre original                     | Date de publication originale (1re édition) | = Oui = Non          | Titre français de l'épisode (qui aurait pu être aussi celui du livre traduit en France) | Numéro et saison de l'épisode                           | = Oui = Non                                       | Titre québécois du livre                          |
| --------------------- | ---------------------------------- | ------------------------------------------- | -------------------- | --------------------------------------------------------------------------------------- | ------------------------------------------------------- | ------------------------------------------------- | ------------------------------------------------- |
| 15                    | You Can't Scare Me!                | Janvier 1994                                |                      | Peur de rien                                                                            | Épisode 26 • Saison 2 — Épisode 7                       |                                                   | Je n'ai peur de rien                              |
| 29                    | Monster Blood III                  | Mars 1995                                   |                      | Pas d'adaptation                                                                        | Pas d'adaptation                                        |                                                   | Sang de monstre III                               |
| 32                    | The Barking Ghost                  | Juin 1995                                   |                      | Les Fantômes de l'ombre                                                                 | Épisode 51 • Saison 3 — Épisode 7                       |                                                   | Les Chiens fantômes                               |
| 34                    | Revenge of the Lawn Gnomes         | Août 1995                                   |                      | La Revanche des nains de jardin                                                         | Épisode 27 • Saison 2 — Épisode 8                       |                                                   | La Revanche des lutins                            |
| 38                    | The Abominable Snowman of Pasadena | Décembre 1995                               |                      | Pas d'adaptation                                                                        | Pas d'adaptation                                        |                                                   | L'Abominable Homme des Neiges                     |
| 40                    | Night of the Living Dummy III      | Février 1996                                |                      | Le Pantin maléfique (Partie 1 et Partie 2)                                              | Épisodes 43 et 44 • Saison 2 — Épisode 24 et Épisode 25 |                                                   | Le Pantin diabolique III                          |
| 52                    | How I Learned to Fly               | Février 1997                                |                      | Pas d'adaptation                                                                        | Pas d'adaptation                                        |                                                   | Comment j'ai appris à voler                       |
| 53                    | Chicken, Chicken                   | Mars 1997                                   |                      | Pas d'adaptation                                                                        | Pas d'adaptation                                        |                                                   | Quand les poules auront des dents                 |
| 57                    | My Best Friend Is Invisible        | Juillet 1997                                |                      | Mon meilleur ami est invisible                                                          | Épisode 46 • Saison 3 — Épisode 2                       |                                                   | Un ami invisible                                  |
| 58                    | Deep Trouble II                    | Août 1997                                   |                      | L'Île des hommes-poissons (Partie 1 et Partie 2)                                        | Épisodes 73 et 74 • Saison 4 — Épisode 7 et Épisode 8   |                                                   | Terreur dans le récif II                          |
| 62                    | Monster Blood IV                   | Décembre 1997                               |                      | Pas d'adaptation                                                                        | Pas d'adaptation                                        |                                                   | Pas de traduction                                 |
| 2                     | Bride of the Living Dummy          | Février 1998                                |                      | Le Mariage de la marionnette                                                            | Épisode 60 • Saison 3 — Épisode 16                      |                                                   | Pas de traduction                                 |
| 7                     | Revenge R Us                       | Juillet 1998                                |                      | Pas d'adaptation                                                                        | Pas d'adaptation                                        |                                                   | Pas de traduction                                 |
| 9                     | Are You Terrified Yet?             | Septembre 1998                              |                      | Pas d'adaptation                                                                        | Pas d'adaptation                                        |                                                   | Pas de traduction                                 |
| 23                    | Slappy's Nightmare                 | Novembre 1999                               |                      | Pas d'adaptation                                                                        | Pas d'adaptation                                        |                                                   | Pas de traduction                                 |

## Chair de pouleIllustrés
Les Chair de poule illustrés sont des courtes histoires tirés des Tales to Give You Goosebumps.
1. Les Griffes de l'homme-loup (The Werewolf's First Night - More Tales to Give You Goosebumps)
2. La Punition de la mort (Perfect School - Even More Tales to Give You Goosebumps)
3. On ne touche pas aux tarentules ! (Good Friends - Tales to Give You Goosebumps)
4. L'Épouvantail maléfique (The Scarecrow - Still More tales to Give You Goosebumps)
5. Le Vampire de glace (The Ice vampire - More & More & More Tales to Give You Goosebumps)
6. La Télécommande diabolique (Click - Tales to Give You Goosebumps)

## Chair de pouleGraphics
1. L'Abominable homme des neiges de Pasadena / Baignade interdite
2. Une journée à Horrorland / Mauvais quart d'heure rue de la peur
3. Le Sortilège de l'épouvantail / La Plage des fantômes
4. La Vengeance des nains de jardins / Cauchemar au camp Grenadine

## Chair de pouleHorrorland
Cette série de livres possède trois sections :
- La première section est une histoire d'environ cent pages, semblable à n'importe quel Chair de poule ;

- La seconde, se nommant Bienvenue à Horrorland, est une histoire continuant la première. Elle contient 30-40 pages, mais les histoires se déroulent dans le Parc d'attraction Horrorland (nommé aussi Le Parc de l'horreur dans la collection Chair de poule). La deuxième particularité de cette section est que les histoires sont croisées, et les unes à la suite des autres forment une seule et grande histoire. Elle se termine toujours comme un Chair de poule avec un cliffhanger ou un twist final, mais continue au début de l'autre histoire. Par exemple, à la fin du tome 4 Caroline Cadwell et Sabrina pensent qu'un loup-garou leur saute dessus, mais dans le tome 5 on apprend que c'est en réalité Robby qui a trébuché.

- La troisième section se nomme Le Dossier spécial Peur. Il contient des pubs fictives pour Horrorland, des messages secrets envoyé entre Luc et Lise (les deux seuls enfants ayant réussis à s'échapper vivants d'Horrorland, voir Le Parc de l'horreur et Retour au parc de l'horreur, tomes 25 et 62 de la collection Chair de poule) et enfin une carte montrant une section d'Horrorland, qui une fois reliées entre elles forment une carte géante d'Horrorland.

1. Monsieur Méchant-Garçon (Revenge of the Living Dummy)
2. Fantômes en eaux profondes (Creep from the Deep)
3. Sang de monstre au petit-déjeuner (Monster Blood forBreakfast!)
4. Le Cri du masque hanté (The Scream of the Haunted Mask)
5. L'Abominable Doc Maniac (Dr Maniac vs. Robby Schwartz)
6. Le Secret de la salle aux momies (Who's Your Mummy?)
7. La Créature Gluante (My Friends Call Me Monster)
8. L'Appareil-photo maléfique (Say Cheese - And Die screaming!)
9. Le Serpent du camp Ython (Welcome to Camp Slither)
10. L'Effroyable Mme Destin (Help! We Have Strange Powers!)
11. Fuyez Horrorland ! (Escape From HorrorLand)
12. Terreur à Panik Park (The Streets of Panic Park)
13. Les Hurlements du chien fantôme (When the Ghost Dog Howls)
14. Les Hamsters diaboliques (Little Shop of Hamsters)
15. Le Prince sans tête (Heads, You Lose!)
16. L'Extraterrestre de la planète cinglée (Weirdo Halloween: Special Edition)
17. Ooze, le magicien de boue (The Wizard of Ooze)
18. Un réveillon avec monsieur méchant-garçon (Slappy New Year!)
19. Horreur au magasin lépouvanteur (The Horror at Chiller House)

## Chair de pouleLe Château de l'horreur
1. Gare aux coups de griffes (Claws!)
2. La Nuit des créatures géantes (Night of the Giant Everything)
3. Les Cinq masques du docteur Vocifer (The Five Masks of Dr. Scream: Special Edition)
4. L'École des zombies (Why I Quit Zombie School)
5. Interdit de crier ! (Don't Scream!)
6. Une fête mortelle (The Birthday Party of No Return)

## Chair de PouleMonsterland
« Les personnages les plus infâmes et les plus recherchés de Chair de poule sont en liberté et ils en ont après vous ! Il n'y a pas d'endroit où se cacher. Rien n'est à l'abri ! Attrapez les personnages de Chair de poule les plus recherchés, morts ou vifs... »
| Version française                   | Version française                  | Version française                           | Version originale     | Version originale                | Version originale                           |
| Numéro en France                    | Titre français                     | Date de publication française (1re édition) | Numéro aux États-Unis | Titre original                   | Date de publication originale (1re édition) |
| Saison 1                            | Saison 1                           | Saison 1                                    | Saison 1              | Saison 1                         | Saison 1                                    |
| ----------------------------------- | ---------------------------------- | ------------------------------------------- | --------------------- | -------------------------------- | ------------------------------------------- |
| 1                                   | L'invasion des nains de jardin     | 23 septembre 2017                           | 1                     | Planet of the Lawn Gnomes        | 1er octobre 2012                            |
| 2                                   | Le fils de Slappy                  | 23 septembre 2017                           | 2                     | Son of Slappy                    | 1er janvier 2013                            |
| 3                                   | Comment j'ai rencontré mon monstre | 14 février 2018                             | 3                     | How I Met My Monster             | 1er avril 2013                              |
| 4                                   | Le chien de Frankenstein           | 20 juin 2018                                | 4                     | Frankenstein's Dog               | 30 juillet 2013                             |
| 5                                   | Le docteur Maniac va vous recevoir | 6 février 2019                              | 5                     | Dr. Maniac Will See You Now      | 24 septembre 2013                           |
| 6                                   | La Prof de la mort                 | 12 juin 2019                                | 6                     | Creature Teacher: The Final Exam | 25 février 2014                             |
| 7                                   | Cauchemar à Clown Palace           | 9 octobre 2019                              | 7                     | A Nightmare on Clown Street      | 24 février 2015                             |
| 8                                   | La nuit des marionnettes géantes   | 12 février 2020                             | 8                     | Night of the Puppet People       | 29 septembre 2015                           |
| 9                                   | La créature des marais             | 3 juin 2020                                 | 9                     | Here Comes the Shaggedy          | 23 février 2016                             |
| 10                                  | Le Reptilien d'Oz                  | 14 avril 2021                               | 10                    | Lizard of Oz                     | 27 septembre 2016                           |
| Saison 2 ("Special edition", en vo) |                                    |                                             |                       |                                  |                                             |
| 1                                   | Les zombies d'Halloween            | 6 octobre 2021                              | 1                     | Zombie Halloween                 | 25 juin 2014                                |
| Inédit                              |                                    |                                             | 2                     | The 12 Screams of Christmas      | 30 septembre 2014                           |
| Inédit                              |                                    |                                             | 3                     | Trick or Trap                    | 28 juillet 2015                             |
| Inédit                              |                                    |                                             | 4                     | The Haunter                      | 26 juin 2016                                |

## Slappyworld
Collections de livres commentés par le personnage Slappy qui est parfois aussi l'antagoniste principal. La collection, dont 19 tomes + 1 spécial ont été commandés, a été lancée aux États-Unis en 2017 pour les 25 ans de la franchise et s'est terminée en 2023. Elle débute en avril 2022 en France.
| Version française | Version française      | Version française                           | Version originale     | Version originale           | Version originale                           |
| Numéro en France  | Titre français         | Date de publication française (1re édition) | Numéro aux États-Unis | Titre original              | Date de publication originale (1re édition) |
| Saison 1          | Saison 1               | Saison 1                                    | Saison 1              | Saison 1                    | Saison 1                                    |
| ----------------- | ---------------------- | ------------------------------------------- | --------------------- | --------------------------- | ------------------------------------------- |
| 1                 | Joyeux horriversaire ! | 13 avril 2022                               | 1                     | Slappy Birthday To You      | 28 février 2017                             |
| 2                 | Sauve qui peut !       | 12 octobre 2022                             | 2                     | Attack of the Jack          | 27 juin 2017                                |
| 3                 | Le jumeau maléfique    | 31 mai 2023                                 | 3                     | How I Met My Monster        | 26 septembre 2017                           |
| 4                 | Le fantôme de Slappy   | 25 septembre 2024                           | 6                     | The Ghost of Slappy         | 28 août 2018                                |
| 5                 | Slappy contre la momie | 2 avril 2025                                | 8                     | Dr. Maniac Will See You Now | 9 juillet 2019                              |

## Hors-série
1. R.L. Stine, l'homme qui donne la chair de poule (It Came From Ohio! My Life as a Writer), une biographie de R.L. Stine
2. Halloween, le guide pour la fête
3. La maison du vampire (livre-jeu)
4. 8 nouvelles de Chair de poule (roman inédit offert en 1999 dans les paquets de cordon bleu Père Dodu, incluant des histoires provenant de la collection de livres Tales To Give You Goosebumps. Ce livre inclut également les trois histoires courtes promotionnelles offertes dans les restaurants Quick en 1998: Mort de Peur, Méfiez Vous du Gronk et Prisonnier de L'Hiver). Illustrations de couverture et d'intérieur par Didier Cabaret.
5. Kit Chair de poule (kit sorti en 2015 comportant un livret présentant des monstres de la série, et des accessoires de farces et attrape)

## Chair de pouleExtra (livres-jeux)
R. L. Stine a écrit une série d'une cinquantaine de livres-jeux dans la collection Give Yourself Goosebumps (« Donnez-vous la chair de poule »). Quatorze ont été traduits en français et publiés dans la collection Chair de poule Extra par l'éditeur québécois Héritage :
1. La Foire aux horreurs (Escape from the Carnival of Horrors), juillet 1995
2. Tic toc, bienvenue en enfer (Tick Tock, You're Dead!), novembre 1995
3. Le Manoir de la chauve-souris (Trapped in Bat Wing Hall), décembre 1995
4. Les Terribles expériences du docteur Onk (The Deadly Experiments of Dr Eeek), février 1996
5. Perdus dans la forêt des loups-garous (Night in Werewolf Woods), avril 1996
6. Les Sortilèges d'un magicien maléfique (Under the Magician's Spell), juillet 1996 (no 6 en VO)
7. Mauve, visqueux et dangereux ! (Beware of the Purple Peanut Butter), juin 1996 (no 5 en VO)
8. La Balade des pierres tombales (The Curse of the Creeping Coffin), août 1996
9. L'Armure hantée du chevalier maudit (The Knight in Screaming Armor), septembre 1996
10. Journal intime d'une momie en délire (Diary of a Mad Mummy), octobre 1996
11. Au fond de la jungle ensorcelée (Deep in the Jungle of Doom), novembre 1996
12. La Gardienne la plus bête en ville (Attack of the beastly baby-sitter), juin 1997 (no 18 en VO)
13. La Petite boutique aux horreurs (Little Comic Shop of Horrors), mai 1997 (no 17 en VO)
14. La Plainte du génie malfaisant (Scream of the Evil Genie), janvier 1997 (no 13 en VO)

## Chair de poule: le film
1. Le roman du film
2. Les Contes Horrifiques de Slappy
3. Le Livre-Jeu "Labyrinthe Monstrueux !"
4. Le Guide de Survie "Gare aux Monstres"